# 2966 км
2966 км — населённый пункт в Чановском районе Новосибирской области. Входит в Тебисский сельсовет.

## Топоним
До 2017 года официальное название — Остановочная Платформа 2966 км, позже изменено, как и у других НП, областным законом (исключены слова «остановочная платформа»).
Фактически урочище.

## География
Площадь населённого пункта — 2 гектара.
Находится в анклаве Тебисского сельсовета между территориями Погорельского и Новопреображенского сельсоветов.
К югу находятся озёра Кругленькое и Гогол.

## Население
| 2002 | 2007 | 2010 |
| ---- | ---- | ---- |
| 0    | →0   | →0   |

## Инфраструктура
В населённом пункте по данным на 2007 год отсутствует социальная инфраструктура.

## Транспорт
Действует остановочная платформа 2966 км на железнодорожной линии Татарская — Обь.